# Casa del Doctor Miret
La Casa del Doctor Miret és un immoble al municipi de Begur (Baix Empordà). Edifici catalogat a l'Inventari del Patrimoni Arquitectònic de Catalunya, de planta rectangular amb dues ales a la planta en planta baixa. De planta baixa més dues plantes i terrat. Té quatre façanes i se'n potencien les que fan cantonada a les vies principals (façana principal i la lateral dreta) mentre que les restants segueixen la composició però perden els esgrafiats. La coberta té un cos central quadrat i de coberta planera i d'on en surt un altre de poligonal i que clou en punxa i de coberta vitrificada (ceràmica). La façana principal segueix una composició de tres obertures, en planta baixa, i que continuen en les altres plantes (a planta baixa com obertures d'arc rodó on la central és la porta i les laterals finestres, i al costat d'aquestes hi ha dues portes que donen a l'ala dreta que és un terrat en P.Pis i un porxo d'arcs carpanells i columnes cilíndriques i que dona al jardí i a l'ala esquerra que només segueix la composició i que dona a un buit. A P.Pis són tres balcons de llinda planera, igual que en planta superior, però els balcons són més petits, el mateix que a les obertures. La façana es clou amb una balustrada de ceràmica i als massissos gerros de ceràmica. Totes les obertures estan emmarcades amb motllures rectes, i la façana resta dividida en tres parts verticals mercès a uns esgrafiats en relleu florals i que en arribar a coberta es transformen en capitells corintis que aguanten les motllures de sota la balustrada. Altre cos és la separació de la planta baixa i de la resta amb motllura longitudinal. Els balcons se sostenen per mènsules i que la de la porta representa un lleó mossegant un pergamí). La façana lateral dreta té els mateixos motius estètics que l'anterior, però canvia la composició. Pel costat dret té un cos d'una planta afegit. També resta dividida en tres parts, però asimètriques. La posterior perd els motius estètics però manté la composició simètrica d'obertures més senzilles i tapiades. Llinda de la porta principal amb data 1866 i inicials B.C.B.